# Otto Hoffmann von Waldau
Otto Hoffmann von Waldau (7 de Julho de 1898 - 17 de Maio de 1943) foi um piloto e general alemão da Luftwaffe durante a Segunda Guerra Mundial. Foi morto em acção no dia 17 de Março de 1943.